# اقتصاد تيمور الشرقية
اقتصاد تيمور الشرقية يصنف أنه اقتصاد دخل منخفض وفقاً للبنك الدولي. وترتيبه 138 وفقاً لمؤشر التنمية البشرية مشيراً إلى التنمية البشرية المنخفضة  20% من السكان يعانون البطالة، و52.9% يعيشون على أقل من 1.25 دولار يومياً، وحوالي نصف السكان يعانون من الأمية.
تسبب الحصاد السيئ في عام 2007 في أزمة غذائية كبيرة في تيمور الشرقية. في نوفمبر كانت إحدى عشرة منطقة فرعية لا تزال بحاجة إلى الغذاء الذي توفره المساعدات الدولية.
ووفقًا للبيانات التي جمعت في تعداد عام 2010، فإن 87.7٪ من الأسر الحضرية و18.9٪ من الأسر الريفية لديها كهرباء، بمتوسط إجمالي يبلغ 36.7٪.

## التاريخ
اشتهرت جزيرة تيمور قبل وأثناء الاستعمار بخشب الصندل. كما منحت الإدارة الاستعمارية البرتغالية امتيازات لشركة استكشاف المحيطات للتنقيب عن النفط والغاز، ولكن بعد الغزو الإندونيسي في عام 1976 قُلصت تلك الامتيازات.
قُسمت الموارد البتروكيماوية بين إندونيسيا وأستراليا بموجب معاهدة فجوة تيمور في عام 1989. وضعت المعاهدة مبادئ توجيهية للاستغلال المشترك لموارد المنطقة التي خلفتها تيمور البرتغالية آنذاك في الحدود البحرية المتفق عليها بين البلدين في عام 1972. قُسمت الإيرادات من المنطقة المشتركة بنسبة 50-50.
دمرت القوات الإندونيسية والميليشيات المناهضة للاستقلال حوالي 70٪ من البنية التحتية الاقتصادية لتيمور الشرقية في أواخر عام 1999، وفر 260 ألف شخص غربًا. نما الاقتصاد بنحو 10٪ في عام 2011 وبمعدل مماثل في عام 2012.
على الرغم من عائدات احتياطيات النفط والغاز البحرية، لم ينفق إلا القليل منها على تنمية القرى التي لا تزال تعتمد على زراعة الكفاف. كان ما يقرب من نصف سكان تيمور الشرقية يعيشون في فقر مدقع في 2012.

## الإحصائيات
| السنة | الناتج المحلي الإجمالي (بملايين دولار أمريكي، الاسمي) | نصيب القرد من الناتج المحلي الإجمالي (بملايين دولار أمريكي، الاسمي) |
| ----- | ----------------------------------------------------- | ------------------------------------------------------------------- |
| 1993  | ▲364.92                                               | ▲480                                                                |
| 1994  | ▲427.30                                               | ▲561                                                                |
| 1995  | ▲501.56                                               | ▲658                                                                |
| 1996  | ▲610.11                                               | ▲801                                                                |
| 1997  | ▲705.23                                               | ▲926                                                                |
| 1998  | ▼250.12                                               | ▼328                                                                |
| 1999  |                                                       |                                                                     |
| 2000  | ▲367.08                                               | ▲415                                                                |
| 2001  | ▲477.44                                               | ▲530                                                                |
| 2002  | ▼469.51                                               | ▼508                                                                |
| 2003  | ▲490.44                                               | ▲517                                                                |
| 2004  | ▼440.76                                               | ▼453                                                                |
| 2005  | ▲462.28                                               | ▲464                                                                |
| 2006  | ▼453.80                                               | ▼446                                                                |
| 2007  | ▲542.79                                               | ▲523                                                                |
| 2008  | ▲648.49                                               | ▲614                                                                |
| 2009  | ▲726.88                                               | ▲676                                                                |
| 2010  | ▲881.82                                               | ▲806                                                                |
| 2011  | ▲1,042                                                | ▲936                                                                |
| 2012  | ▲1,160                                                | ▲1,024                                                              |
| 2013  | ▲1,396                                                | ▲1,210                                                              |
| 2014  | ▲1,447                                                | ▲1,232                                                              |
| 2015  | ▲1,594                                                | ▲1,332                                                              |
| 2016  | ▲1,651                                                | ▲1,353                                                              |
| 2017  | ▼1,616                                                | ▼1,299                                                              |
| 2018  | ▼1,584                                                | ▼1,249                                                              |
| 2019  | ▲2,048                                                | ▲1,583                                                              |
| 2020  | ▼1,902                                                | ▼1,442                                                              |
| 2021  |                                                       |                                                                     |

## القطاعات
في تقرير ممارسة أنشطة الأعمال 2013 الصادر عن البنك الدولي، احتلت تيمور الشرقية المرتبة 169 في الترتيب العام والأخير في منطقة شرق آسيا والمحيط الهادئ. واحتلت في عام 2020 المرتبة 181.:20 لا توجد قوانين براءات اختراع في تيمور الشرقية.
فيما يتعلق بالبنية التحتية للاتصالات، تعد تيمور الشرقية ثاني أسوء دولة آسيوية في مؤشر جاهزية شبكة المنتدى الاقتصادي العالمي (NRI). احتلت تيمور الشرقية في 2014 المرتبة 141 بشكل عام في مؤشر جاهزية شبكة المنتدى الاقتصادي العالمي، بعد أن كانت في المرتبة 134 في عام 2013.
تيمور الشرقية جزء من مثلث النمو أستراليا إندونيسيا تيمور الشرقية.

### الزراعة
يعمل في قطاع الزراعة 80٪ من السكان في تيمور الشرقية. قامت حوالي 67000 أسرة في عام 2009 بزراعة القهوة في تيمور الشرقية. في الوقت الحالي يبلغ إجمالي واردات الهكتار 120 دولارًا، مع عائد يومي يبلغ حوالي 3.70 دولار أمريكي. يأتي 94٪ من صيد الأسماك المحلية من المحيط.:17 لا تنتج الدولة ما يكفي من الغذاء للاكتفاء الذاتي، وبالتالي تعتمد على الواردات.:16
ثاني أكبر الصادرات بعد البترول هو البن الذي يدر حوالي 10 ملايين دولار في السنة. احتلت تيمور الشرقية المرتبة 40 في إنتاج القهوة، والمرتبة السادسة في إنتاج القرفة والمرتبة الخمسين في إنتاج الكاكاو عل العالم في 2012.

### النفط والغاز
في وقت استقلال تيمور الشرقية كان نصيب الفرد من الثروة الطبيعية يعادل ثروة دولة ذات دخل متوسط عالي. تأسس صندوق البترول في تيمور الشرقية في عام 2005 لتحويل هذه الموارد غير المتجددة إلى شكل من أشكال الثروة أكثر استدامة. بلغت قيمة الأرباح 4.8 مليار دولار أمريكي في عام 2009،:4-6 ووصلت قيمتها إلى 8.7 مليار دولار أمريكي في عام 2011. قال صندوق النقد الدولي على تيمور الشرقية أنها أكثر اقتصاد يعتمد على النفط في العالم. يدفع صندوق البترول كل الميزانية السنوية للحكومة تقريبًا، والتي زادت من 70 مليون دولار في عام 2004 إلى 1.3 مليار دولار في عام 2011 مع توقع بقيمة 1.8 مليار دولار لعام 2012. من المتوقع أن يزداد دخل تيمور الشرقية من النفط والغاز بشكل كبير بعد إلغائها لاتفاقية مثيرة للجدل مع أستراليا، والتي أعطت أستراليا نصف الدخل من النفط والغاز. أدى الانخفاض في احتياطيات النفط والغاز إلى انخفاض التنمية البشرية بداية من عام 2010.:18-19  يأتي 80٪ من الإنفاق الحكومي من هذا الصندوق، الذي بلغ 19 مليار دولار في عام 2021، أي 10 أضعاف حجم الميزانية الوطنية. مع انخفاض دخل النفط، فإن الصندوق معرض لخطر الاستنفاد. تجاوزت عمليات السحب المستويات المستدامة كل عام تقريبًا منذ عام 2009.:23

### السياحة
زار البلاد 75000 سائح في عام 2017. منذ أواخر عام 2010، ازدادت السياحة وزاد عدد الفنادق والمنتجعات. قررت الحكومة الاستثمار في توسيع مطار الرئيس نيكولاو لوباتو الدولي.